# Horst Landrock
Horst Landrock (* 7. November 1904 in Dresden; † 26. Mai 1990 in Zittau)
war ein deutscher Uhrmacher und Uhrensammler.

## Leben
Horst Landrock wurde in Dresden geboren. Sein Vater kam aus einer Familie, welche seit elf Generationen den Beruf der Metallarbeiter, Kunst- und Waffenschmiede ausübte. Vater Landrock wurde aus gesundheitlichen Gründen Briefträger bei der Post, schließlich Postinspektor in Coswig bei Dresden.
Landrock machte seine Uhrmacherlehre bei Arno Walter, Inhaber der Firma Moritz Weise. In dieser Zeit entwickelte er bereits sein Interesse an alten Uhren. Oft war er im Mathematisch-Physikalischen Salon Dresden zu finden und freundete sich mit dem damaligen Restaurator Max Engelman an.
Weitere Ausbildungen folgten in Ludwigsburg in einer Fabrik, die Uhrenteile herstellte, und bei Uhrmachermeister Fritz Möhrle, einem Spezialisten für die Reparatur alter Uhren. Danach arbeitete er bei Max Schmetterer in Prien am Chiemsee, ebenfalls ein bekannter Uhrmachermeister. Landrock kehrte zurück nach Sachsen, wo er für einige Jahre eine Arbeitsstelle als Geschäftsführer in einem Uhrengeschäft in Meissen fand. Dank dieser Stelle bereiste er verschiedene Länder wie Frankreich, Belgien, Österreich, Holland und die Schweiz.
Nach seiner Meisterprüfung 1930 gründete er ein eigenes Uhrenfachgeschäft im sächsischen Zittau. Um 1932 wurde er zum Obermeister der dortigen Uhrmacherinnung ernannt. 1933 wurde sein Sohn Dieter geboren. Unmittelbar nach dem Zweiten Weltkrieg sah er es als seine Aufgabe, junge Menschen als Uhrmacher auszubilden.
Horst Landrock verstarb im Alter von 86 Jahren in Zittau.

## Leistungen
1954 erfolgte die Gründung des Dresdner Arbeitskreises „Alte Uhren - Geschichte der Zeitmessung“, der von Horst Landrock bis 1976 geleitet wurde. Mit Hilfe seines Sohnes Dieter Landrock, der die Führung des Arbeitskreises ab 2004 übernommen hatte, wurde im gleichen Jahr der Beitritt des Dresdner Arbeitskreises in die Deutsche Gesellschaft für Chronometrie vollzogen.
Nicht nur in der DDR war Horst Landrock als Uhrenexperte anerkannt. Von internationalem Gewicht war seine Tätigkeit als Sachverständiger. Er veröffentlichte über 100 Fachartikel in verschiedenen Zeitschriften.

### Sammlung
Im Laufe der Zeit trug Landrock eine umfangreiche Sammlung alter Uhren aller Art zusammen, die zu den bedeutendsten Privatsammlungen in Deutschland zählt. Diese Sammlung war bis zu Landrocks Tod öffentlich zugänglich. Danach wurde die Sammlung von seinem Sohn Dieter (1933–2016) in Seifhennersdorf gepflegt.

### Zittauer Blumenuhr

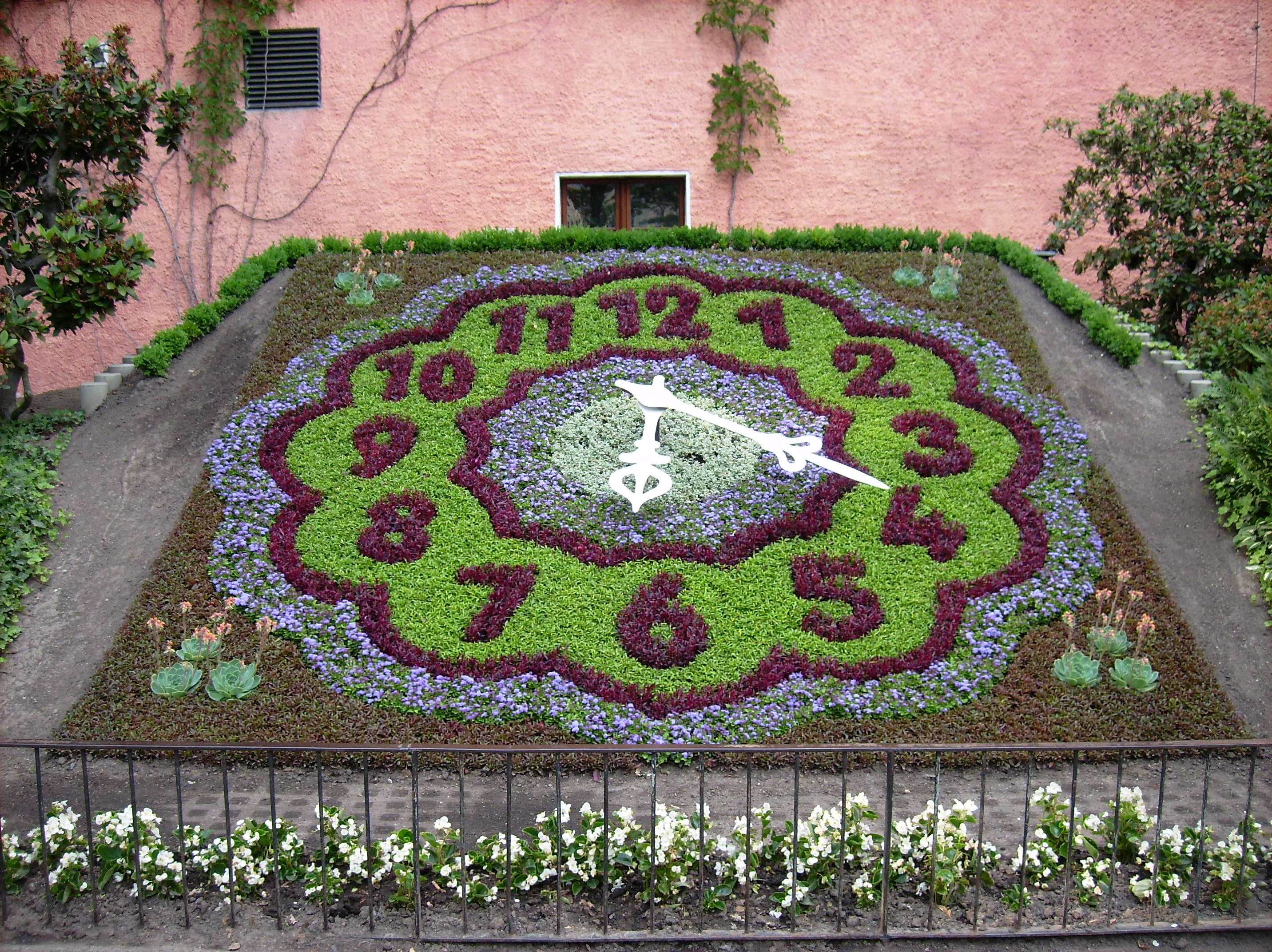
Die Blumenuhr an der Zittauer Fleischerbastei

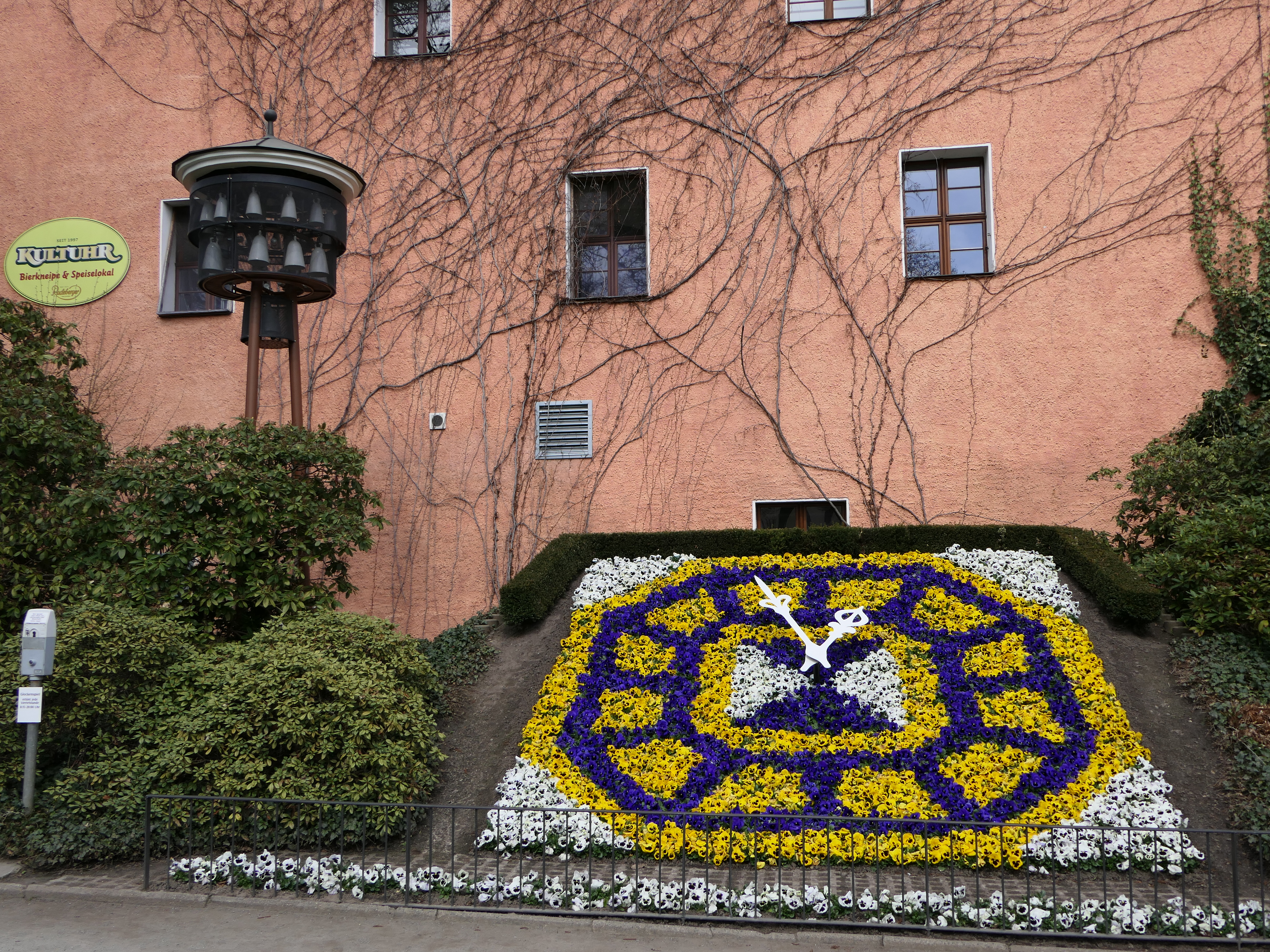
Zittauer Blumenuhr mit Porzellanglockenspiel 2018

In Zittau befindet sich seit 1907 eine Blumenuhr. Die Idee dafür entstand 1902 anlässlich der Industrie- und Gewerbeausstellung im Gelände der Weinau. Viele Zittauer wünschten sich ein solches „Wunderwerk“ für immer in der Stadt. Parkinspektor Johannes Grabowski und Ratsuhrmacher Otto Rödel waren die Schöpfer dieser Kuriosität. Das Zifferblatt besteht aus einem Blumenbeet, das dreimal jährlich neu bepflanzt wird. Das Uhrwerk stammt aus einer alten Turmuhr.
Im Januar 1965 rief die Stadt Zittau ihre Bürger auf, mit Ideen zur Verschönerung der Anlagen des „Grünen Ringes“ beizutragen. Horst Landrock schlug vor, der Blumenuhr ein Glockenspiel beizufügen. Durch umfangreiche Spenden und zahlreiche freiwillige Arbeitsstunden der Handwerker des Kreises Zittau war es möglich, diese Idee zu verwirklichen. Am 27. August 1966 konnte das aus 21 Meißner-Porzellan-Glocken bestehende technische Meisterwerk eingeweiht werden. Es spielt zur vollen und halben Stunde ein bekanntes Volkslied, z. B. „Im schönsten Wiesengrunde“, „Am Brunnen vor dem Tore“, „Sah ein Knab ein Röslein stehn“ und „Hopp, hopp, hopp“.
Seit 1993 wird das Zeigerwerk der Uhr von einer Funkuhr angesteuert.
Im Laufe der Jahre sind die wertvollen Porzellanglocken spröde geworden. 2003 wurde entschieden, die Glocken nur noch zu jeder vollen Stunde läuten zu lassen.
Zum 50-jährigen Bestehen des Glockenspiels erfolgte ein Spendenaufruf zur Restaurierung des Glockenspiels. Bei der anschließend durchgeführten Aufarbeitung wurde nicht nur die Ansteuerung der Glocken erneuert, sondern auch eine elektronische Steuerung eingebaut. Mit dieser können auch neue Melodien gespielt werden. Die Einweihung des aufgearbeiteten Glockenspiels erfolgte am 3. Juni 2017.

## Schriften (Auswahl)
- Alte Uhren. Aus einer Zittauer Sammlung. Prisma-Verlag, Leipzig 1971.
- Alte Uhren neu entdeckt. Verlag Technik, Berlin 1981. [Auch: Verlag Thun, Frankfurt am Main 1982, ISBN 3-87144-657-2. – 2. Aufl.: Verlag Technik, Berlin 1983; 3., durchges. Aufl.: Verlag Technik, Berlin 1986. Allen Auflagen ist eine Schallplatte mit Hörbeispielen verschiedener Uhren und von Horst Landrock gesprochenem Kommentar beigefügt.]
- Aus dem Leben eines Uhrmachers. Eigenverlag Horst Landrock, Olbersdorf, 1984
- Horizontale Tischuhren aus der Sammlung Landrock, Zittau in Sachsen. In: Schriften des Historisch-wissenschaftlichen Fachkreises "Freunde alter Uhren", Band 3, DGC 1963, S. 23
- Taschenuhr mit Emailbildern auf Kloben und Platinen. In: Schriften des Historisch-wissenschaftlichen Fachkreises "Freunde alter Uhren", Band 4, DGC 1964, S. 41
- Aus der Sammlung Landrock. In: Schriften des Historisch-wissenschaftlichen Fachkreises "Freunde alter Uhren", Band 6, DGC 1966, S. 51
- Die „ganze“ und die „halbe“ Uhr. In: Schriften des Historisch-wissenschaftlichen Fachkreises "Freunde alter Uhren", Band 8, DGC 1968, S. 35
- Adolf Lange baute Taschenuhren mit Stiftankerhemmung. In: Schriften des Historisch-wissenschaftlichen Fachkreises "Freunde alter Uhren", Band 16, DGC 1977, S. 78